# Guaro (beguda)
Guaro és una beguda alcohòlica de molts llocs d'Amèrica del Sud i Amèrica Central. És un licor clar fet de canya de sucre, popular al Salvador, Costa Rica, Colòmbia, Honduras i Guatemala.
La producció clandestina de guaro pot contenir metanol tòxic. A Costa Rica, només la marca Cacique pot produir i distribuir guaro.